# Girls Football Academy Sinaai
Girls Football Academy Sinaai, fondé en 1988, est un club belge de football féminin situé à Sinaai dans la province de Flandre-Orientale. C'est le seul club, avec Astrio Begijnendijk, à avoir remporté 3 fois consécutivement la Coupe de Belgique.

## Histoire
L'équipe commence au début des années 80 dans le quartier de Wijnveld à Sinaai. En tant que Wijnveld Girls, un match amical a lieu occasionnellement sur le terrain du FC Wijnveld. L'équipe s'améliore et rejoint en 1983 la Walivo, la Waas Liefhebbers Voetbal. L'équipe se développe et remporte le titre et la coupe.

En 1988, le club vient à l'Union belge de football sous le nom de Sinaai Girls. L'équipe débute en provinciale et remporte immédiatement le titre avec le maximum de points. Sinaai Girls participe à la finale interprovinciale et force sa promotion en 2e division.

L’équipe progresse, en 1992-1993, elle devient championne et est promue en D1. Le club est rapidement une valeur sûre. En 1997, le club atteint la finale de la Coupe de Belgique pour la 1re fois de son existence mais perd contre le KFC Rapide Wezemaal. En 2001, Sinaai joue à nouveau la finale de la coupe et perd à nouveau contre le KFC Rapide Wezemaal. Une troisième finale est atteinte en 2009, cette fois contre le Standard Fémina de Liège et c'est une victoire pour Sinaai Girls. Deux autres victoires suivent, contre RSC Anderlecht et contre Lierse SK.

En 2011, le club s'associe avec Waasland-Beveren et devient Waasland Beveren-Sinaai Girls, afin de pouvoir intégrer la BeNe Ligue mais ne sera pas de partie. En 2013, Sinaai Girls est en finale de Coupe et perd contre le RSC Anderlecht.

Fin de saison 2013-2014, Waasland Beveren - Sinaai Girls, après plusieurs changements d’entraîneur, est dernier en D1 et est relégué. En même temps, le club change de nom, devient GFA Sinaai et revient au Wijnveld.

## Palmarès
- Vainqueur de la Coupe de Belgique (3) : 2009, 2010, 2011
- Finaliste de la Coupe de Belgique (3) : 1997, 2001, 2013

### Bilan
- 3 titres

## Record

### Coupe de Belgique
- 3: le nombre de victoires consécutives en Coupe de Belgique